# Johann Friedrich Fürstenau
Johann Friedrich Fürstenau (* 31. Oktober 1724 in Rinteln; † 22. März 1751 ebenda) war ein deutscher Mediziner.

## Leben
Johann Friedrich war der Sohn des Mediziners Johann Hermann Fürstenau und dessen Ehefrau Sophie Eleonore Büsching. Seine erste Ausbildung hatte er von Privatlehrern und an den Schulen seiner Geburtsstadt erhalten. Er studierte ab 1738 Medizin an der Universität Rinteln. Hier wurden neben seinem Vater Funck, Steuber, Eskuchen, Kahler, Bierling und Ziegler seine Lehrer. Nachdem er ab 1743 seinem Bruder Otto Bernhard Fürstenau in Gronau unterstützt hatte, absolvierte er eine Ausbildungsreise durch die Niederlande. So war er an der Universität Utrecht, erlebte Amsterdam ein halbes Jahr, reiste nach Rotterdam, Gouda, Den Haag, schließlich an die Universität Leiden. In Leiden hatte er einen Monat lang die Vorlesungen von Bernhard Siegfried Albinus, Hieronymus David Gaub und Adriaan van Royen verfolgt. Anschließend bereiste er noch eine Vielzahl deutscher Studienorte und kehrte Ende 1744 wieder in seine Geburtsstadt zurück. Am 18. Juni 1745 promoviert er bei seinem Vater. 1747 erhielt er eine ordentliche Professur für Anatomie und Chirurgie in Rinteln. 1747 wurde er unter dem Beinamen Faustin III. als Mitglied (Matrikel-Nr. 548) in die kaiserliche Akademie der Naturforscher aufgenommen und 1750 in die deutsche Gesellschaft in Göttingen. Sein Leben beendete ein Brustfieber.
Der Ökonom Karl Gottfried Fürstenau war sein Bruder.